# 楠田枝里子
楠田 枝里子（、1952年1月12日 - ）は、日本のフリーアナウンサー、タレント、テレビ司会者、エッセイスト、翻訳家、サイエンスライター、チョコレート研究家。元日本テレビアナウンサー。身長170cm。独身。日本ペンクラブ会員。

## 来歴・人物
三重県伊勢市出身。三重県立伊勢高等学校、東京理科大学理学部第一部応用化学科卒業後、1974年、日本テレビにアナウンサーとして入社。同期には松永二三男と小池裕美子がいる。
1981年秋に退社、フリーアナウンサー、エッセイストに転身。『なるほど!ザ・ワールド』『世界まる見え!テレビ特捜部』などの海外情報系番組を多く担当した。日本テレビ『金曜娯楽館』とフジテレビの年末大型イベント『FNS歌謡祭』においては、芳村真理の後任として抜擢された。科学エッセイなどでも楠田ならではの持ち味を発揮し、ドゥーガル・ディクソン著『新恐竜』（旧版）などの翻訳を手がけるなど、幅広いメディアで活動する。
消しゴムのコレクションが趣味。実用性を問わず、国内外約40カ国からありとあらゆる形状の消しゴムを収集しており、コレクション総数は2万個以上である。
チョコレート好きとしても知られ、カカオ分を多く含んだチョコレートを常にストック・携帯している。2004年に著書『チョコレート・ダイエット』（幻冬舎刊）を発表したことが縁で、2006年3月から2007年10月頃まで明治製菓チョコレート効果のCMに出演した。2022年には親交があるジャンポール・エヴァンやピエール・エルメなどショコラ界の巨匠とコラボしたチョコレート・ブティックをプロヂュース。あべのハルカスのバレンタインフェアに出展した。
ナスカの地上絵の保護運動に熱心であることでも知られる。きっかけは海外雑誌の特集で、紹介されていたドイツ人の女性研究者マリア・ライヘに強い関心を持ち、単身でペルーに渡り取材。その後も何度もの対面取材を重ね『ナスカ砂の王国』を上梓。日本マリア・ライヘ基金の代表を務める。楠田はこの出会いが英語・英会話の再学習意欲につながったと語っている。
1988年、ドイツのバレエダンサーで振付師のピナ・バウシュの舞台を初めて観て以来、その熱烈な「追っかけファン」となり本人と親交も持った。2003年には『ピナ・バウシュ中毒』（河出書房新社刊）という著書も上梓している。
デビュー当初から1991年頃までは、高い身長とおかっぱ頭の髪型がトレードマークであったが、1992年頃から徐々に帽子を被ったり他の髪型にすることも増えていき、2000年頃からおかっぱ頭の髪型には全くしなくなった。なお、このおかっぱの髪はカツラであり、地毛はパーマの掛かったかなり短めのショートヘアーである。
2009年、1990年の番組開始から19年間司会を務めた『世界まる見え!テレビ特捜部』を降板。番組プロデューサーに「若返りを図りたい」と言われたことが降板理由であることを自身のブログで明かした。

## エピソード
- 楠田の消しゴムコレクションは、窓に紫外線カットフィルムを張るなどした別室に保管している。ジャンル別に立てて飾られており、地震が来た際は並べ直す。また劣化が進むという理由で、人が消しゴムに触るのを嫌う[4]。
- チョコレートは幼少期から好きだったが、ハマるきっかけとなったのは1990年代にミッシェル・ショーダンのチョコに出会ってから。原料のカカオや成分のポリフェノールについて論文を読み漁るなどが理系らしいアプローチをしていた[5]。カカオの科学的・文化的研究にも情熱を注ぎ、日本の高カカオチョコレート・ブームをリードした[8]。
- 長らく年齢を非公開としていたが、2017年TBS系情報番組『ビビット』で公開。同時に独身を貫き結婚をしない理由を「結婚の必要性を感じたことがない」「若い頃から結婚願望はなかった」「人を愛することに契約書はいらない」と明かし話題となった[14][15]。

## 主な出演

### テレビ番組

#### 司会者として
- おしゃれ（日本テレビ、1976年4月 - 1982年3月）
- 金曜娯楽館（日本テレビ、1980年10月 - 1981年3月）
- NTV紅白歌のベストテン（日本テレビ）週替わり出演
- なるほど!ザ・ワールド（フジテレビ、1981年10月 - 1996年3月） - 日本テレビ退社後最初の司会担当番組
- ビタミンライフ (テレビ朝日、1983年-1987年)
- お洒落なニュースショー ワールドNOW（日本テレビ、1984年4月 - 9月）
- 枝里子と鶴太郎のデータブティック（TBS、1984年10月 - 1985年9月）
- フジテレビ30年史（フジテレビ、1988年3月）
- みどり四季通信（テレビ朝日、1988年）
- 世界まる見え!テレビ特捜部（日本テレビ、1990年7月 - 9月、1991年4月 - 2009年9月）
- 世界まる見え!DX特別版 （日本テレビ、2009年10月 - 2013年3月）
- 大相似形テレビ（日本テレビ、1992年10月 - 12月）
- 驚きももの木20世紀（朝日放送、1993年10月 - 1994年3月）
- 輝く!日本レコード大賞（TBSテレビ・ラジオ、1989年）
- FNS歌謡祭（フジテレビ、1990年 - 2004年）
- 広告大賞（フジテレビ・関西テレビ、1991年 - 2011年）
- 24時間テレビ 「愛は地球を救う」（日本テレビ、1992年 - 1994年）
- スーパークイズスペシャル（日本テレビ、1991年 - 1999年）
- ニョキニョキ植物王国（テレビ東京、1994年10月 - 1995年3月）
- 楠田枝里子のいいものプレミアム（フジテレビ系、2009年9月28日 - 2010年3月26日） - 『スパイスTV どーも☆キニナル!』内
- お願い!ランキングGOLD（テレビ朝日） - 総選挙シリーズのみ

#### 司会者以外
- 象印クイズ ヒントでピント（テレビ朝日、1982年11月28日〈第183回〉 - 1983年9月11日〈第219回〉） - 女性軍キャプテン[注 1][注 2]※代理前の1982年10月10日の放送分にゲスト出演。
- ザ・サスペンス「川崎探偵団」（テレビドラマ、TBS、1983年7月23日） - 主演
- 天下ごめんネ!! (フジテレビ、1996年)
- トリビアの泉〜素晴らしきムダ知識〜（フジテレビ、2004年2月18日） - 準レギュラー
- ランキンの楽園（毎日放送、2006年11月24日 - 2008年9月12日） - 準レギュラー
- 理由ある太郎（フジテレビ） - パネラー（2008年9月5日）
- 出没!アド街ック天国（テレビ東京、2013年9月21日） - パネラー ※愛川欽也と久々の共演
- 秘密のケンミンSHOW（読売テレビ） - 不定期出演
- バイキング（フジテレビ） - 準レギュラー（木曜・金曜）
- マツコの知らない世界（TBS） - チョコレートの世界PART1（2016年1月12日放送）、チョコレートの世界PART2（2017年1月17日放送）、チョコレートの世界ダイジェスト版（2021年1月26日放送）、消しゴムの世界（2021年7月13日放送）にゲスト出演[16]。

### 作詞
- 宿題なんかおさらばさ（日本テレビ、「先生は一年生」主題歌、1981年10月₋1982年3月）

### ラジオ番組
- ジェーン・スー 生活は踊る（TBSラジオ、2018年4月24日） - ジェーン・スー休暇時の火曜日パーソナリティとして出演
- 楠田枝里子の川鉄サウンドシティ（文化放送）
- デーモン小暮 ニッポン全国 ラジベガス（ニッポン放送、2005年） - ゲスト講師として出演

### 映画
- 陽炎座（鈴木清順監督、1981年） - 女優として出演

### 広告など
- 昭和アルミニウム
- ヤクルト「ヤクルト90」(1983年）
- 日立製作所（1983年 - 1984年頃）
- 阪神百貨店 「ミズの時間」（1985年頃）
- 花王「エッセンシャル コンディショニング」(1985年 - 1989年頃）
- 昭和シェル石油（現出光興産）「Xカード」(1986年）
- 雪印乳業（現雪印メグミルク） 「ナチュレ」（1987年）
- ジオス（1990年）
- カメヤマローソク カナダ香・スペイン香・アラビア香（1991年）
- 明治製菓（現明治） チョコレート効果（2006年3月 - 2007年10月頃）
- ブレインマンション（2008年 - ）
- バンダイナムコエンターテインメント「アイドルマスター シンデレラガールズ スターライトステージ」「リズム感オブザイヤー 受賞」篇、「リズム感オブザイヤー ダンス」篇（2017年9月）[17]

アーケードゲーム　ダブルドラゴン3　クレオパトラ役

## 著作
- 楠田, 枝里子『ロマンチック・サイエンス』PHP研究所、1982年。ISBN 4569209122。 NCID BN07870516。
- 楠田, 枝里子、佐藤和宏絵『色の小宇宙』PHP研究所、京都、1983年。 NCID BN12206687。
- 楠田, 枝里子『気になる女性の現代病16 : 楠田枝里子のクリニック・インタビュー』小学館〈セブンブックス〉、1983年。ISBN 4093060037。 NCID BN12393926。
- 楠田, 枝里子『科学技術の事典 : 21世紀の扉を開く』三省堂〈Sun lexica 19〉、1984年。ISBN 4385155267。 NCID BN05421806。
- 楠田, 枝里子『不思議の国のエリコ』文芸春秋、1984a。 NCID BN03041360。
- 楠田, 枝里子『楠田枝里子の気分はサイエンス』毎日新聞社、1984b。 NCID BN10967423。
- 楠田, 枝里子『青いサーカステントの夜』新潮社、1985年。ISBN 4103600012。 NCID BN07676852。 のち文庫。
- 楠田, 枝里子『センチメンタル・マシーン』毎日新聞社、1986年。ISBN 4620305464。 NCID BN01767820。
- 楠田, 枝里子『パンとサーカス物語』読売新聞社、1988年。ISBN 4643880457。 NCID BN07856435。
- 楠田, 枝里子『消しゴム図鑑』光琳社出版、1998年。ISBN 4771303509。 NCID BA40019121。
- 楠田, 枝里子『ピナ・バウシュ中毒』河出書房新社、2003年。ISBN 4309266886。 NCID BA64506127。
- 楠田, 枝里子『チョコレート・ダイエット』幻冬舎、2004年。ISBN 4344007018。 NCID BA69891885。
- 楠田, 枝里子『ナスカ砂の王国 : 地上絵の謎を追ったマリア・ライヘの生涯』文藝春秋〈文春文庫, [く-11-7]〉、2006年。ISBN 4167455072。 NCID BA75454138。
- 楠田, 枝里子『チョコレートの奇跡』中央公論新社、2011年。ISBN 9784120041846。 NCID BB04481808。